# Závory (sedlo)
Závory (1876 m n. m.) je sedlo v západní části Vysokých Tater.
Odděluje Liptovské kopy od hlavního vysokotatranského hřebene. Vedou do něj značené chodníky z Podbanského a Tří studánek.